# Eutanyacra solitaria
Eutanyacra solitaria är en stekelart som beskrevs av Heinrich 1961. Eutanyacra solitaria ingår i släktet Eutanyacra och familjen brokparasitsteklar. Inga underarter finns listade i Catalogue of Life.